# Марки пластової пошти

Марка пластової пошти, присвячена 45-й річниці організації «Пласт», випущена в Канаді (1956)

Марки пластової пошти — непоштові марки, які видавалися різними уладами української скаутської організації «Пласт» за кордоном, починаючи з 1926 року.

## Історія
Марки національної скаутської організації України Пласт почали випускати в різних країнах світу ще до Другої світової війни. Перша марка пластової пошти з'явилася у 1926 році. Надалі їх видавали в Німеччині, Канаді та США.
Крім того, Пласт організував 7 липня 1951 року в Едмонтоні (Канада) першу за межами території України філателістичну виставку українських марок. На виставці були підготовлені поштові картки, на які клеїлися по дві марки із чотирьохмаркової серії Підпільної пошти України 1949 року, і спеціальне гасіння.

### Випуски в Німеччині
Після Другої світової війни марки пластової пошти випускалися в таборах українських біженців у Німеччині.
З 5 до 7 липня 1947 року в Міттенвальді (Американська зона окупації Німеччини) відбулося ювілейне Свято Весни. Цій події була присвячена перша ювілейна серія марок пластової пошти. Марки серії мали однаковий малюнок: зображення пластової лілеї. 5 липня того ж року в Міттенвальді була випущена друга ювілейна серія марок пластової пошти в честь 35-ї річниці Пласту. На марках зображені були такі сюжети: піший туризм, кемпінг, табір бойскаута.
11 лютого 1948 року в Ганновері (Британська зона Німеччини) Крайова Пластова Старшина з нагоди 40-річчя світового скаутингу та для вшанування 91-ї річниці від дня народження основоположника скаутингу лорда Бейден-Пауела випустила пам'ятну серію з п'яти марок з однаковим малюнком. Серія була присвячена міжнародній зустрічі, яка відбулася 22 лютого 1948 року в українському таборі біженців в Ганновері. Малюнок зображує руку скаута у скаутському привіті, оточену лілеями скаутських уладів різних народів, що брали участь у зустрічі: англійців, латишів, білорусів, українців, поляків, естонців і литовців. Автором малюнка був Анатоль Яблонський. Марки друкувалися в друкарні Клеменса Штітца в Ганновері.
26 березня 1948 року в німецькому місті Ашаффенбурзі Пластове Філателістичне Бюро при Головній Пластовій Булаві (ГПБ) з нагоди Першого Пластового Конгресу, що проходив з 26 по 29 березня того ж року в Ашаффенбурзі, випустило наддруковану серію марок. Для цього використовувалися марки з першої і другої ювілейних серій, на яких було зроблено чорний типографічний наддрук тексту в чотири рядки: «UKRAINIAN Scout Congress, Aschaffenburg, 26-29.III.1948». Наддрук виготовила мюнхенська друкарня Брукман і Ко. Наддрук десятої марки в кожному листі був виконаний з помилкою — «Scaut» замість «Scout», ці марки надзвичайно рідкісні. Всі марки були роздані учасникам Конгресу; у продажу вони не були, і тому досить рідкісні.
20 лютого 1949 року Крайова Пластова Старшина в Ганновері з нагоди «Пластового Тижня», що проходив з 10 по 27 лютого 1949 року, видала пам'ятну серію із трьох марок з однаковим малюнком: земна куля, покрита пластовою хусткою, з написом гасла та привітання пластунів — «СКОБ!». Малюнок марок виконав В. Шехович. Серія була видрукувана в книгарні Клеменса Штітца в Ганновері.
15 грудня 1952 року в Мюнхені головою Пластової Старшини була видана ювілейна серія з п'яти марок з нагоди 40-річчя Пластового Улада. Марки серії мали однаковий малюнок для всіх номіналів: пластова лілея на тлі двох земних півкуль і напис «Український Пластовий Улад». Автор малюнка — Любомир Риктицький. Серія була видрукувана в друкарні Реймунда Фінка в Мюнхені.

Повоєнні марки пластової пошти (Ганновер, 1948)
Пам'ятна серія з нагоди 40-річчя світового скаутингу і на честь 91-ї річниці з дня народження основоположника скаутингу лорда Бейден-Пауела

### Випуски в Північній Америці

Пам'ятний блок з марками пластової пошти, присвячений 50-й річниці організації «Пласт», виданий у Нью-Йорку

З березня 1952 року пластові марки почали випускати переважно на місцях нового поселення пластунів у Канаді, а згодом і в США.
У 1952 році, під час так званого «Тижня пластуна», що проходив з 2 по 9 березня 1952 року в канадському місті Едмонтон (провінція Альберта), пластова станиця Едмонтон, за ініціативою юнацького гуртка «Карпатські орли», видала серію із чотирьох марок з назвою «Тиждень пластуна». Марки серії мали однаковий малюнок: пластун у повному однострої і пластовий символ — лілея; вони відрізнялися номіналом і кольором. Автором малюнка був пластун Павло Кукомський. Серію віддрукували в друкарні «Alberta Printing Co.». Ці марки наклеювали на поштові картки під час Свята весни в Торонто, що проходило з 21 по 22 червня 1952 року, вони гасились спеціальним штемпелем.
30 серпня 1952 року з'явилася марка, що була видана Обозною Комісією IV Великої Ради Пластового Сеніорату «Ніагара» у Торонто у зв'язку з IV Всесвітнім пластовим конгресом, що відбувся з 30 серпня по 1 вересня того року. На малюнку марки, виконаному за проєктом Володимира Баляса, зображений Ніагарський водоспад, загін пластунів та знак відмінності. Марка видрукувана в друкарні ордена Василіан в Торонто. Одночасно були видані листівки із збільшеним малюнком марки, картмаксимуми, які гасились спеціальним штемпелем з пластовою лілеєю і написом «Союз Українських Пластунів».
10 квітня 1953 року в Вінніпезі (Манітоба, Канада) Пластовий Філателістичний Гурток третьої пластової станиці випустив «добродійну марку» з нагоди виставки українських марок, яка проводилася з 10 по 12 квітня 1953 року у Вінніпегу. Кошти, отримані від продажу марки, використовувалися на закупку пластової таборової оселі. У центрі марки був зображений фотопортрет основоположника Пласту Олександра Тисовського і такі написи: «Виставка Української Марки, Вінніпег 10—12.IV.1953 р.» та «На Фонд Оселі». Оформлення марки — Богдана Боцюркова. Її віддрукували в друкарні газети «Новий шлях» у Вінніпезі. Під час виставки діяла пластова пошта, яка гасила марки більшим круглим гумовим штемпелем.
29 травня 1954 року Пластова команда Свята Весни округу Нью-Йорк (США) випустила чотири марки на честь Свята Весни, яке відбулося в пластовому таборі «Вовча Тропа». Малюнок художника Якова Гніздовського зображує пластовий знак відмінності і святого Юрія, патрона Пласту. Марка була видрукувана офсетним друком у друкарні «Small Photo-Offset Reproduction» в Нью-Йорку. Одночасно були видані картмаксимуми. Марки гасились спеціальним штемпелем, також роботи Я. Гніздовського.

Марка пластової пошти, присвячена 50-й річниці організації «Пласт»: волинська писанка (Торонто, 1961)

У 1957 році, на честь 45-ї річниці організації «Пласт», що відзначалася в 1956 році, у Канаді були видані марка і конверт із зображенням пластової лілеї, які гасились приватним штемпелем. У 1959 році в Нью-Йорку вийшов 10-марковий лист на честь 320-річчя з дня народження гетьмана Мазепи із зображенням його герба. У квітні 1961 року на честь 50-ї річниці Пласту в Торонто був випущений аркуш із 45 марок із зображеннями різних писанок.
28 серпня 1961 року в нью-йоркському пластовому таборі «Вовча Тропа» був випущений блок із чотирьох ювілейних марок на честь 50-ї річниці організації «Пласт». На марках були зображені портрети основоположника Пласту Олександра Тисовського, колишнього голови Пласту Северина Левицького, золотий ювілейний значок Пласту та перша марка пластової пошти 1926 року. Марки були намальовані Яковом Гніздовським. Для кожної марки був виготовлений картмаксимум. Крім того, марки гасились спеціальним штемпелем на художньому конверті.
На честь 50-річчя Пласту 11 грудня 1961 року виходив також художній конверт у Торонто, для якого використовувалася рання марка 1957 року. На конверт наносили спеціальні гасіння. Зібрані від поширення ювілейних конвертів кошти йшли на розвиток Пласту.
У 1963 році у грецькому Марафоні відбулося 11-та Всесвітня Джамборі (зліт скаутів). На честь цієї події в Торонто була випущена марка пластової пошти, дохід від продажу якої йшов у фонд Пласту «Підемо на Марафон!». Марка друкувалася в аркушах по 32 штуки.

### Членські марки
Членські (гербові) марки були випущені 15 лютого 1950 року в Мюнхені за замовленням референта пластового господарства при ГПБ в Мюнхені. Ці марки наклеювали в книжечки членських внесків.
Номінали марок відповідали сумі членських внесків пластуна в його уладі. Жовті марки були для УПН (Уладу Пластового Новацтва), сині — для УПЮ (Улад Пластового Юнацтва), фіолетові для УСП (Улад Старших Пластунів) і УПС (Улад Пластунів Сеніорів). Для пільгових внесків були випущені марки зеленого і кармінового кольорів. Були ще марки червоно-оранжевого кольору, але оскільки їх легко було сплутати з карміновими марками, незабаром їх замінили жовтими знаками. Малюнок у всіх марок був один — пластова лілея, автор малюнка — Михайло Курила. На кожній марці напис: «Пластова гербова марка». Видрукувані марки були в друкарні Ромуальда Фінка в Мюнхені.

Членські (гербові) марки Пласту (Мюнхен, 1950)

### Поштові пластові марки
У 2007 році Українська пошта випустила дві поштові мініатюри (Міхель, № 858—859) у вигляді зчепу і блоку до святкування 100-ліття скаутського руху.
Для одної з марок художник Олександр Калмиков використав фотографію, на якій зображені пластуни 1920-х років.
Ці марки опубліковані в рамках спільного випуску «Європа» (англ. Europa).

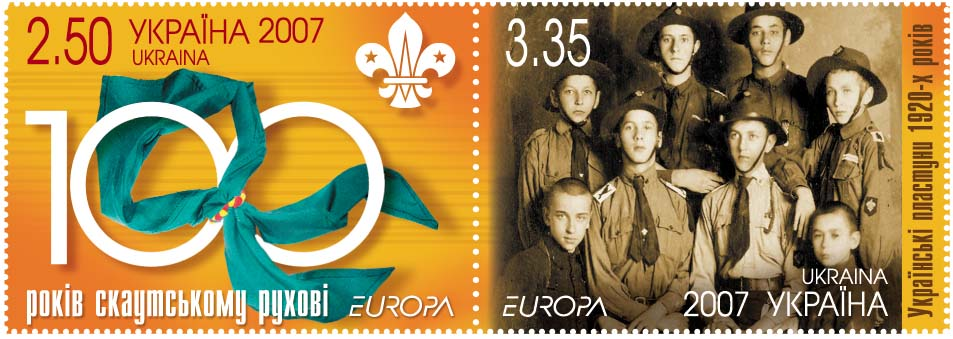
Поштова марка України до 100-ліття скаутського руху (2007). Пласт 1920-х років. Художник О. Калмиков, Михель № 858—859